# Raphionacme globosa
Raphionacme globosa är en oleanderväxtart som beskrevs av Julius Heinrich Karl Schumann. Raphionacme globosa ingår i släktet Raphionacme och familjen oleanderväxter. Inga underarter finns listade i Catalogue of Life.